# Milaan-San Remo 2000
De wielerklassieker Milaan-San Remo 2000 werd gereden op 18 maart 2000. De koers werd gewonnen door Erik Zabel, die de race voor de derde keer op zijn naam schreef. Hij reed de 294 kilometer uit in 7 uur, 11 minuten en 29 seconden. 
Met zijn derde zege in de Primavera schaarde Zabel zich in een illustere rij wielrenners. Fausto Coppi en Roger De Vlaeminck waren ook driemaal de snelste in Milaan-Sanremo. De Italiaan Gino Bartali was vier keer de sterkste. Zijn landgenoot Constante Girardengo werd zes keer gehuldigd. Recordhouder blijft de Belg Eddy Merckx met zeven overwinningen.
In de kopgroep van veertig renners bevond zich geen enkele Nederlander. Jan Boven  eindigde op de vijftigste plaats, met een achterstand van ruim drie minuten op de winnaar. Karsten Kroon en Bart Voskamp reden op het vlakke gedeelte in een vier wielrenners sterke kopgroep. Aan de voet van de Cipressa werden zij ingehaald.

## Uitslag
| Milaan–San Remo 2000 |                   |                             |          |
| Plaats               | Naam              | Ploeg                       | Tijd     |
| Winnaar              | Erik Zabel        | Team Telekom                | 7u11'29" |
| 2                    | Fabio Baldato     | Fassa Bortolo               | z.t.     |
| 3                    | Óscar Freire      | Mapei-Quick Step            | z.t.     |
| 4                    | Zbigniew Spruch   | Lampre-Daikin               | z.t.     |
| 5                    | Sergei Ivanov     | Farm Frites                 | z.t.     |
| 6                    | Jo Planckaert     | Cofidis                     | z.t.     |
| 7                    | Stefano Garzelli  | Mercatone Uno-Albacom       | z.t.     |
| 8                    | Rolf Sørensen     | Rabobank                    | z.t.     |
| 9                    | Romāns Vainšteins | Vini Caldirola-Sidermec     | z.t.     |
| 10                   | Bo Hamburger      | Team Memory Card-Jack&Jones | z.t.     |
|                      |                   |                             |          |
| 50                   | Jan Boven         | Rabobank                    | + 3' 13" |

1907 · 1908 · 1909 · 1910 · 1911 · 1912 · 1913 · 1914 · 1915 · 1916 · 1917 · 1918 · 1919 · 1920 · 1921 · 1922 · 1923 · 1924 · 1925 · 1926 · 1927 · 1928 · 1929 · 1930 · 1931 · 1932 · 1933 · 1934 · 1935 · 1936 · 1937 · 1938 · 1939 · 1940 · 1941 · 1942 · 1943 · 1944 · 1945 · 1946 · 1947 · 1948 · 1949 · 1950 · 1951 · 1952 · 1953 · 1954 · 1955 · 1956 · 1957 · 1958 · 1959 · 1960 · 1961 · 1962 · 1963 · 1964 · 1965 · 1966 · 1967 · 1968 · 1969 · 1970 · 1971 · 1972 · 1973 · 1974 · 1975 · 1976 · 1977 · 1978 · 1979 · 1980 · 1981 · 1982 · 1983 · 1984 · 1985 · 1986 · 1987 · 1988 · 1989 · 1990 · 1991 · 1992 · 1993 · 1994 · 1995 · 1996 · 1997 · 1998 · 1999 · 2000 · 2001 · 2002 · 2003 · 2004 · 2005 · 2006 · 2007 · 2008 · 2009 · 2010 · 2011 · 2012 · 2013 · 2014 · 2015 · 2016 · 2017 · 2018 · 2019 · 2020 · 2021 · 2022 · 2023 · 2024 · 2025
Lijst van beklimmingen